# Klaus-Peter Wegera
Klaus-Peter Wegera (* 11. Januar 1948 in Tann (Rhön)) ist deutscher germanistischer Linguist und  Mediävist. Er ist pensionierter Lehrstuhlinhaber für Altgermanistik (Sprachgeschichte und Sprachvariation) an der Ruhr-Universität Bochum.

## Leben
Klaus-Peter Wegera studierte Germanistik, Pädagogik, Philosophie und ev. Theologie an der Philipps-Universität Marburg und an der Rheinischen Friedrich-Wilhelms-Universität Bonn. Er wurde 1977 mit einer Arbeit zum Thema Kontrastive Grammatik: Osthessisch – Standardsprache. Eine Untersuchung zu mundartbedingten Sprachschwierigkeiten von Schülern am Beispiel des ‚Fuldaer Landes‘ bei Werner Besch promoviert. Von 1976 bis 1985 war Wegera leitender Mitarbeiter an dem Forschungsvorhaben „Grammatik des Frühneuhochdeutschen“ unter der Leitung von Werner Besch, Hugo Moser und Winfried Lenders, anschließend war er Assistent am Lehrstuhl von Werner Besch an der Bonner Universität; dort habilitierte er sich 1984 mit der Arbeit Flexion des Substantivs im Frühneuhochdeutschen (1350–1700). Von 1985 bis 1990 hatte Wegera eine Professur auf Zeit an der Friedrich-Wilhelms Universität Bonn inne. Nach einer zweijährigen DAAD-Gastprofessur in Adana/Türkei wurde er 1992 auf den Lehrstuhl Altgermanistik I an der Ruhr-Universität Bochum berufen, den er bis zu seiner Pensionierung 2016 innehatte. Wegera bekleidete mehrmals Gastprofessuren an ausländischen Universitäten. 2009 wurde er in die Nordrhein-Westfälische Akademie der Wissenschaften und der Künste aufgenommen. Von 2010 bis 2016 vertrat er die Union der Akademien der Wissenschaften im Rat für deutsche Rechtschreibung.
Wegeras Forschungsschwerpunkte sind die historische Grammatikographie, die Sprachgeschichte des Deutschen, Deutsche Dialektologie und Deutsch als Fremdsprache. Daneben verfasste er mit Kollegen und seinen Schülerinnen Einführungen in das Frühneuhochdeutsche, in die Diachronie der deutschen Sprache und in das Mittelhochdeutsche. Zusammen mit Oskar Reichmann gab er das  Frühneuhochdeutsche Lesebuch und eine Frühneuhochdeutsche Grammatik heraus. Zusammen mit Thomas Klein und Hans-Joachim Solms erarbeitet er eine neue Mittelhochdeutsche Grammatik auf der Basis von Handschriften.

## Auszeichnungen
- Seit 1994 ist Wegera Membre d’honneur am Luxemburger Institut Grand-Ducal, Section de linguistique, d’ethnologie et d’onomastique.

## Publikationen (Auswahl)
- Kontrastive Grammatik: Osthessisch – Standardsprache. Eine Untersuchung zu mundartbedingten Sprachschwierigkeiten von Schülern am Beispiel des 'Fuldaer Landes'. Diss. Bonn. Marburg 1977 (DDG 103).
- Grammatik des Frühneuhochdeutschen. Hrsg. v. Hugo Moser, Hugo Stopp und Werner Besch. Band III: Flexion der Substantive. Heidelberg (Carl Winter) 1987 (= Habilitationsschrift).
- Frédéric Hartweg, Klaus-Peter Wegera: Frühneuhochdeutsch. Eine Einführung in die deutsche Sprache des Spätmittelalters und der frühen Neuzeit. Tübingen (Max Niemeyer) 1989 (Germanistische Arbeitshefte 33) (2. Aufl. 2005).
- Frühneuhochdeutsche Grammatik. Verfasst von Robert P. Ebert, Oskar Reichmann, Hans-Joachim Solms, Klaus-Peter Wegera. Hrsg. von Oskar Reichmann und Klaus-Peter Wegera. Tübingen 1993 (Sammlung kurzer Grammatiken germanischer Dialekte. Hauptreihe).
- Das Genus. Ein Beitrag zur Didaktik des DaF-Unterrichts. München (iudicium) 1997.
- Thomas Klein, Hans-Joachim Solms, Klaus-Peter Wegera: Hermann Paul, Mittelhochdeutsche Grammatik. Neu bearb. 25. Aufl. Tübingen 2007.
- Thomas Klein, Hans-Joachim Solms, Klaus-Peter Wegera: Mittelhochdeutsche Grammatik. Tl. III Wortbildung. Tübingen  2009. Tl. II Flexionsmorphologie Berlin 2018; Teil I Lautlehre; Teil IV Syntax [in Bearbeitung].
- Klaus-Peter Wegera, Simone Schultz-Balluff, Nina Bartsch: Mittelhochdeutsch als fremde Sprache. Eine Einführung für das Studium der germanistischen Mediävistik. Berlin 2011 (4. Aufl. 2019).
- Klaus-Peter Wegera, Sandra Waldenberger: Deutsch diachron. Eine Einführung in den  Sprachwandel des Deutschen. Berlin 2012 (2. Aufl., Autoren erweitert um Ilka Lemke 2018).
- ‚Spracharbeit‘ im Mittelalter. Veröffentlichungen der Nordrhein-Westfälischen Akademie der Wissenschaften und der Künste. G 431, Paderborn 2011.
- Interrogatio Sancti Anselmi de Passione Domini, deutsch. Überlieferung – Edition – Perspektiven der Auswertung. Veröffentlichungen der Nordrhein-Westfälischen Akademie der Wissenschaften und der Künste, G 445, Paderborn 2014.
- 'Sprachwandeln'. Kleinere Schriften zur deutschen Sprachgeschichte und Grammatikographie. Hrsg. v. Sarah Kwekkeboom, Birgit Herbers, Simone Schultz-Balluff. Berlin 2023.

### Herausgeberschaften
- Oskar Reichmann, Klaus-Peter Wegera: Frühneuhochdeutsches Lesebuch. Tübingen 1988.
- Mittelhochdeutsche Grammatik als Aufgabe. Zeitschrift für deutsche Philologie 110 (1991) Sonderheft.
- Hans-Joachim Solms, Klaus-Peter Wegera: Luxemburger Druckersprache des 17. Jahrhunderts. Luxemburg 1999.
- Zur Entstehung der neuhochdeutschen Schriftsprache. 2. erweiterte und überarbeitete Aufl. Frankfurt am Main (Peter Lang) 2006.
- Jörg Meier, Ilpo Tapani Piirainen, Klaus-Peter Wegera: Repertorium deutschsprachiger Handschriften der frühen Neuzeit in slowakischen Archiven. 3 Bände Berlin 2008.